# آنجلو پالومبو
آنجلو پالومبو (ایتالیایی: Angelo Palombo؛ زادهٔ ۲۵ سپتامبر ۱۹۸۱) بازیکن فوتبال سابق اهل ایتالیا است که بین سال‌های ۲۰۰۶ تا ۲۰۱۱ میلادی عضو تیم ملی فوتبال ایتالیا بوده و در ۲۲ بازی ملی حضور داشته‌است. او در بازی‌های ملی‌اش گلی به ثمر نرساند.